# João Vitor Lima Gomes
João Vitor Lima Gomes oder nur João Vitor (* 1. Juni 1988 in Maceió) ist ein brasilianischer Fußballspieler.

## Karriere
João Vitor begann seine Profikarriere 2007 bei Marília AC und spielte anschließend für die Vereine Grêmio Barueri. Von hier wechselte 2011 nach Uruguay zu |Deportivo Maldonado. Beim Klub kam João Vitor zu keinen Einsätzen, sondern wurde sofort wieder verliehen. Seine erste Stadion war der Palmeiras São Paulo. Mit Palmeiras holte er 2012 den Copa do Brasil.
Für die Rückrunde der Saison 2014/15 wurde er an den türkischen Erstligisten Gaziantepspor ausgeliehen. Diesen Klub verließ er Ende April 2015 vorzeitig.
Zur Saison 2016 wurde João Vitor an den AA Ponte Preta ausgeliehen. Ein Jahr später übernahm Ponte Preta João Vitor fest.
Anfang 2019 wurde João Vitor an den Coritiba FC ausgeliehen. Nach der Austragung der Staatsmeisterschaft kündigte er einseitig seinen Vertrag mit Ponte Preta, um nur eine Woche später wieder bei Coritiba fest zu unterzeichnen. Bereits Mitte Juli löste er seinen Vertrag mit Coritiba wieder auf, um sich dem CS Alagoano anschließen zu können. Er folgte dem Trainer Argel Fuchs, welcher erst zwei Wochen zuvor bei Coritiba entlassen wurde und bei Alagoano neuer Trainer wurde.

## Erfolge
Palmeiras
- Copa do Brasil: 2012

Criciúma
- Staatsmeisterschaft von Santa Catarina: 2013

Ponte Preta
- Campeonato Paulista do Interior: 2018